# Hyachelia tortugae
Hyachelia tortugae is een vlokreeftensoort uit de familie van de Hyalidae. De wetenschappelijke naam van de soort is voor het eerst geldig gepubliceerd in 1967 door J.L. Barnard.